# シェイクスピアの記憶
シェイクスピアの記憶（シェイクスピアのきおく、La Memoria De Shakespeare）は、ホルヘ・ルイス・ボルヘスが著し、1982年に出版された短編集。全部で4つの短編からなり、ボルヘス最後の短編集である。

## 概要
Colección Valle de Las Leñasというコレクション中の一冊として1982年にDos amigosから36部限定で出版された最後の短編集で、表題作「シェイクスピアの記憶」と、「一九八三年八月二十五日」「青い虎」「パラケルススの薔薇」が収録されている。

## 出版および日本国内での刊行について
前述の通りこの短編集はDos amigosより少数限定で販売されたが、この作品はTIME誌にて英訳で掲載されたのちに、原語版で大々的に読めるようになるのは1989年にマリア・コダマによりEmecéから全集が刊行された時である。しかし、「バベルの図書館」叢書において先に「Veinticinco de Agosto de 1983 y otros cuentos」という題名で「シェイクスピアの記憶」を除く3編が刊行され、なぜか「シェイクスピアの記憶」の代わりに「砂の本」所収の「疲れた男のユートピア」が収録されてしまったため、日本語訳の刊行が「バベルの図書館」の1990年から33年のブランクを経て「シェイクスピアの記憶」のみ2023年になるという事態が発生した（インターネット上ではそれ以前から私訳が出回っていた）。

## 内容
全てで4つの短編からなる。
一九八三年八月二十五日(Veinticinco de agosto de 1983)
ホテルへと帰ったボルヘスは、ついさっき部屋にボルヘスが上がっていったことにより、ホテルの主人がボルヘスであると判別できなかったことを知る。十九号室を案内され部屋の中を見ると、狭い鉄のベッドに、84歳になった自分が横たわっている。そしてそのもう1人のボルヘスは、かつて十九号室の下の部屋で自殺に纏わる物語の原稿に手をつけ、そしてどの部屋からも離れた、母の部屋だった十九号室で自殺したのだった。二人は、これから先に残された年月に関する対話をしたが、対話が途切れるとき、もう1人のボルヘスが死んだことを知り、ボルヘスは外へ出る。
青い虎(Tigres azules)
ラホール大学で仕事をしている、虎に惹かれるアレクサンダー・クレイギー(同名の言語学者とは無関係)は、1904年末にガンジス川のデルタ地帯で青い虎が発見されたというニュースを新聞で読む。それから数ヶ月経ったのち、同僚に青い虎の噂がある地域を教えてもらい、ヒンズー教徒の村に辿り着く。その村に滞在するクレイギーは、彼らが青い虎を篤く信仰していること、青い虎が見つかったという騒ぎがしょっちゅう繰り返されていることに気づく。なるべく村に滞在させ金ヅルにしようとしているのではないかと勘付いたクレイギーは下流地域での捜索を行うと宣言したが、賛意が示されたことから、彼らがクレイギーのことを警戒していること、秘密のあることを悟る。そんなある日、山に登ると提案すると、人々は猛反対を起こした。そしてクレイギーは夜にこっそり抜け出し、山頂の亀裂に、彼の夢見た「青い虎」の色の小さな石があることに気づく。彼は小屋について小石の数を確認すると、その数が増えていることに気づく。不気味に思い窓から放り投げるが、残った小石を年配の男に見つかり、驚愕と恐怖の目を向けられる。村人の態度が変わったクレイギーは、殺されることを恐れ、わずかな小石をポケットに入れてラホールに帰る。帰った彼は小石の様々な実験を繰り返し、四則や算数や蓋然性が全く通用しないことを知る。そしてワジール・カーン・モスクを通り境内に入ったクレイギーは、乞食に恵み物をせがまれ、小石を渡してしまう。
パラケルススの薔薇(La rosa de Paracelso)
地下の工房で弟子を乞うていたパラケルススは、戸を叩く音に気付き、戸版を開けると、見知らぬ男が入ってきた。そしてその男は弟子にしてほしいと乞い、三日三晩歩いてきたことを伝え、大量の金貨を机の上にあける。哲学的な思想の対話と修正ののち、来客は灰と化した薔薇を蘇らせる芸をしてほしいとせがむ。パラケルススは、存在するものは無に帰し得ないこと、外見のみが変わることを伝える。彼は火中に薔薇を投じ、そしてそうした来客の必死な願いのうちに、来客は自分がパラケルススをペテン師だと、イカサマだと告白させようとしていることに気づく。来客もパラケルススも二度と会うことがないとわかっていながら、パラケルススは来客の帰路を見送る。そして1人になったパラケルススは、小さな言葉を唱え、薔薇の灰を蘇らせた。
シェイクスピアの記憶(La memoria de Shakespeare)
学者ヘルマン・ゼルゲルは、とあるシェイクスピア国際会議での折に、ダニエル・ソープというもう1人の学者に、部屋でもう少し話をしようと誘われる。そしてその部屋で、ゼルゲルはソープから「シェイクスピアの記憶」の含まれた指輪を受け取る。その指輪は野戦病院で兵卒から受け継いだ記憶であった。そしてゼルゲルはその記憶を受け取り、初めにその記憶が聴覚的なものから啓示された。そのうちシェイクスピアの記憶がゼルゲルの記憶を侵食し始め、耐え難い束縛と恐怖を感じた彼は、偶然に任せて電話をかけ、行き当たった男にシェイクスピアの記憶を授けることにした。

## 日本語訳
- 「パラケルススの薔薇」鼓直訳、国書刊行会「バベルの図書館」叢書内一冊、第22巻。「シェイクスピアの記憶」がオミット　底本はVeinticinco de Agosto de 1983 y otros cuentos
- 「シェイクスピアの記憶」  内田兆史/鼓直訳、岩波書店、岩波文庫。「シェイクスピアの記憶」のみ内田兆史訳[5]、他3編は「バベルの図書館」版からの再刊にあたる。